# Arctia arabum
Arctia arabum là một loài bướm đêm thuộc phân họ Arctiinae, họ Erebidae.